# Faiveley Transport
Pour les articles homonymes, voir Faiveley.
Faiveley Transport est une société anonyme basée en France, spécialisée dans les secteurs des transports, principalement ferroviaires (trains, tramways et métros). Son nom est issu du patronyme de son fondateur Louis Faiveley.
En 2016, la société américaine Wabtec Corporation en devient l'actionnaire majoritaire, rôle détenu jusqu'alors par la famille Faiveley.

## Histoire
Faiveley est une ancienne entreprise familiale créée en 1919 et qui inventa en 1923 le pantographe de type Z, le plus utilisé de nos jours pour le captage du courant par les locomotives.
Elle est spécialisée dans de nombreux métiers d'équipementiers ferroviaires, avec les enregistreurs d’événements (ATESS), la vidéosurveillance, l’information voyageur, les portes, les pantographes, la climatisation, les convertisseurs statiques, le freinage ferroviaire.

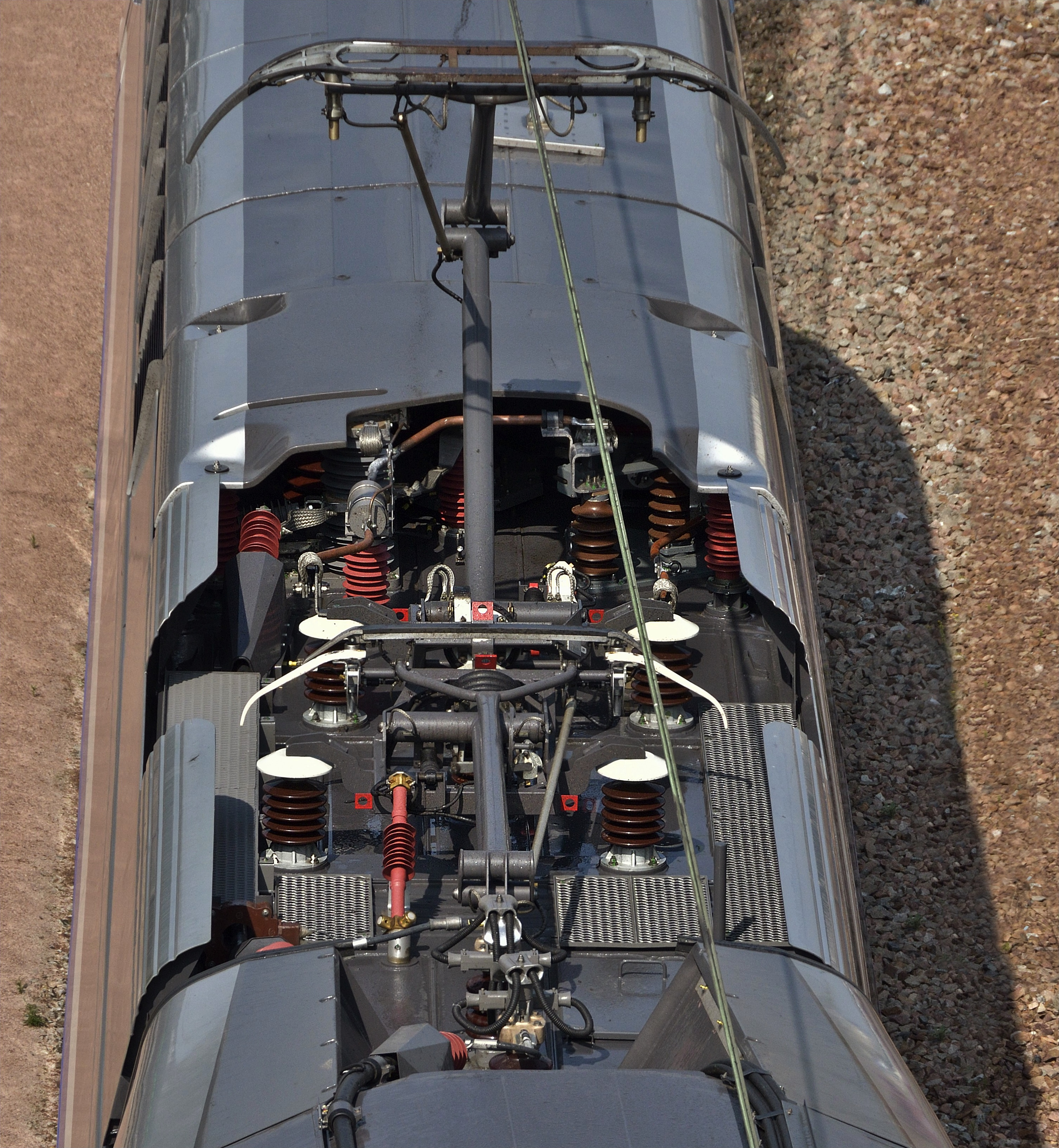
Pantographes à grande vitesse Faiveley CX installés sur TGV 2N2 (25 kV monophasé baissé, 1,5 kV continu levé)
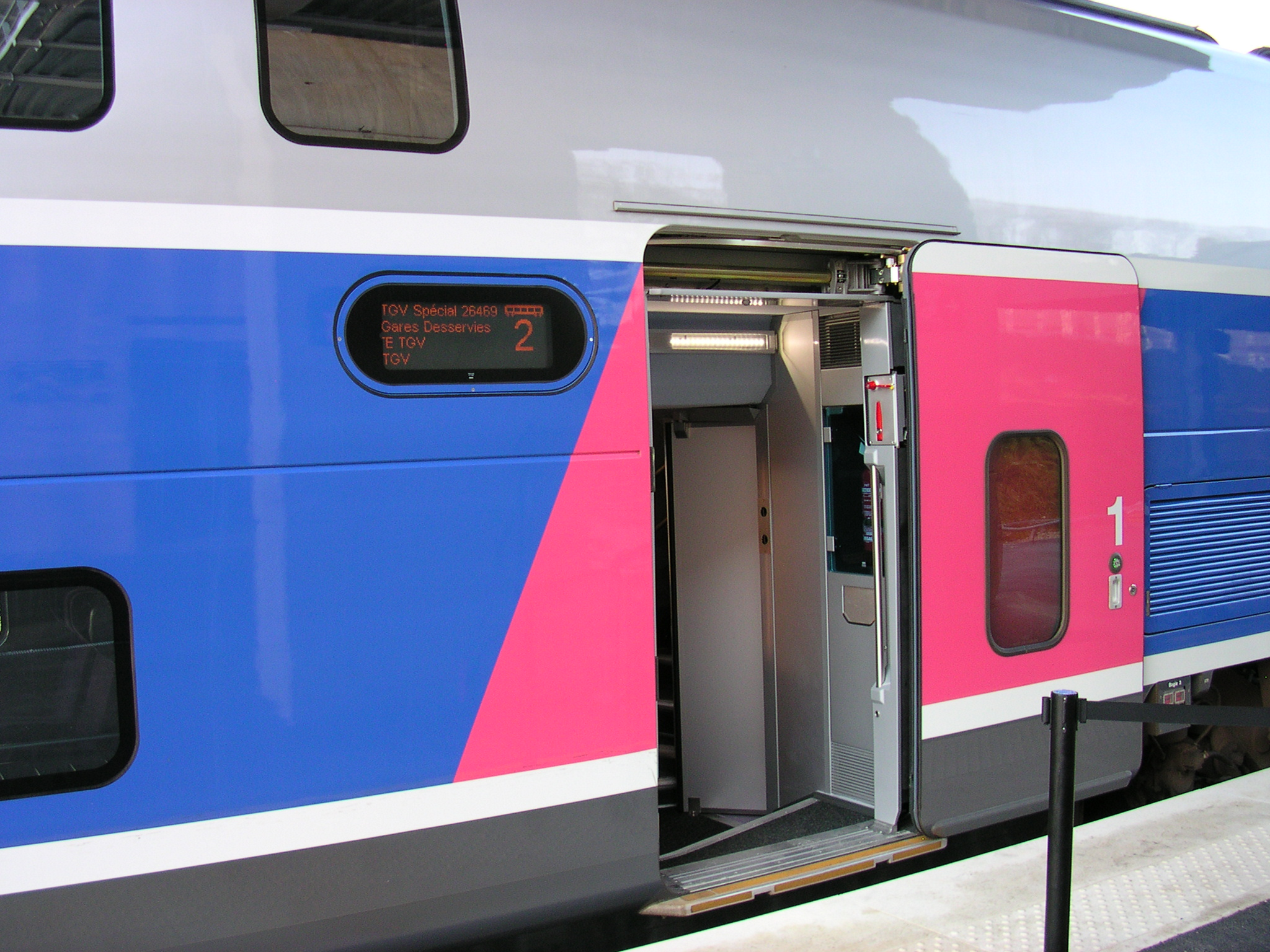
Porte d'accès louvoyante-coulissante installée sur TGV 2N2
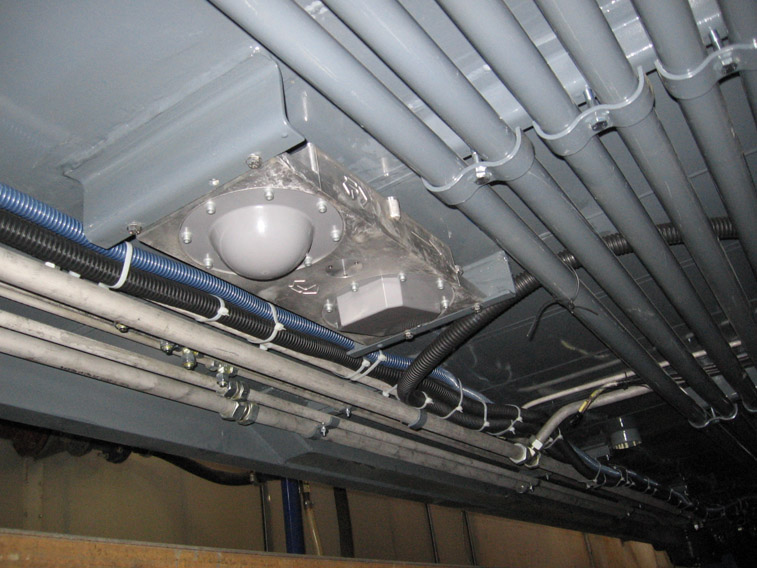
Radar de mesure vitesse à effet Doppler utilisé par l’ETCS
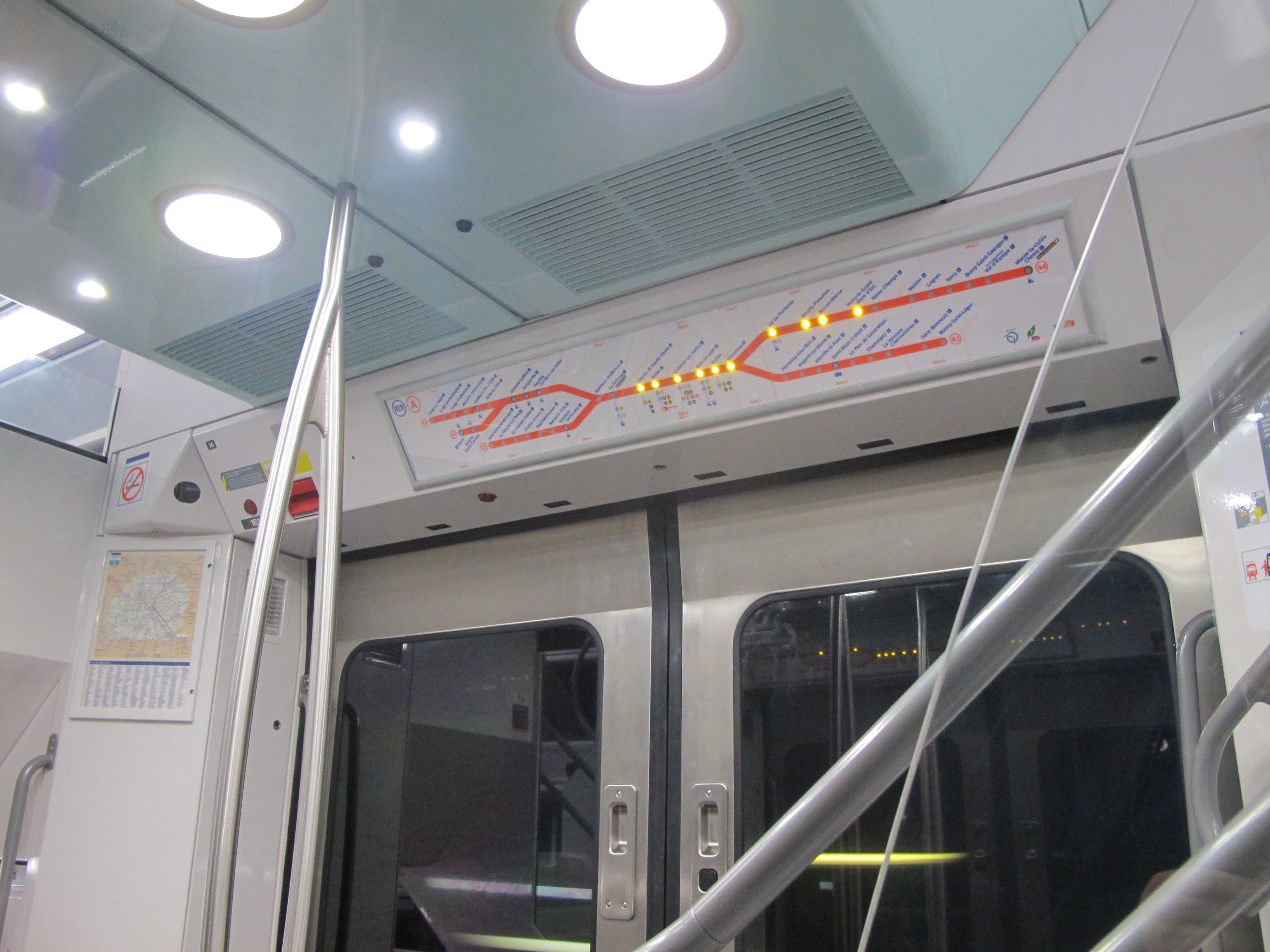
Système d'informations sonores et visuelles embarqué installé sur le RER A (MI 09)

L'entreprise a connu une forte croissance externe, passant de 250 millions d'euros de chiffre d'affaires en 2002 à 1,1 milliard en 2016, grâce notamment à l'acquisition de l'équipementier tchèque Lekov et du spécialiste des freins ferroviaires SAB Wabco.
En juillet 2015, Wabtec, entreprise américaine spécialisée dans le matériel ferroviaire, lance une offre d'achat du groupe Faiveley Transport, pour 1,8 milliard de dollars
Cela crée un ensemble dont le chiffre d'affaires est d'environ 4 milliards d'euros, spécialisé dans le domaine des équipements pour le transport ferroviaire de personnes ou de fret. Le nom de Faiveley devrait être conservé pour l'activité passager du nouvel ensemble industriel.

## Cotation en bourse
Faiveley était cotée en bourse et membre des indices SBF 120 et NEXT 150.
Après son rachat par Wabtec, l'équipementier ferroviaire a quitté la Bourse le 21 mars 2017. Le retrait obligatoire des actions non apportées à l'offre du groupe américain s'est fait au prix de 100 euros par titre et concernait 162 898 actions.

## Activité
La gamme d’équipements de l'entreprise comprend : la climatisation, le « power information & control », les systèmes d’accès passagers, les portes palières, les systèmes de freinage, les coupleurs et les services. Le groupe gère la conception, la production, la commercialisation et le service. Pour le record mondial de vitesse sur rail de 2007, Faiveley Transport a fourni le pantographe, les freins, la climatisation, l'électronique, et les portes du train.
L'entreprise dispose de 55 sites implantés dans 24 pays.

## Identité visuelle

Sigle du groupe de 1979 à 2004
Logo avant décembre 2004
Logo de décembre 2004 à décembre 2016
Logo depuis décembre 2016